# Totimoshi
Totimoshi es un grupo de rock alternativo originario de Estados Unidos.

## Historia
Formado por Tony Aguilar y Meg Castellanos en 1997, el característico sonido del grupo es difícil de clasificar, siendo relacionado con estilos como el rock alternativo, el heavy metal, el punk rock, el grunge o incluso la música latina, y con grupos como Melvins, Black Sabbath, o Shellac.

## Miembros

### Formación actual
- Antonio "Tony" Aguilar - guitarra, vocal
- Meg Castellanos - bajo
- Chris Fugitt - batería

### Miembros pasados
- Johann Zamora - batería (1997 - 2002)
- Don Newenhouse - batería (2002 - 2004)
- Luke Herbst - batería (2004 - 2007)

## Discografía

### Álbumes de estudio
- 1999: "Totimoshi"
- 2002: "¿Mysterioso?"
- 2003: "Monoli
- 2006: "Ladrón"
- 2008: "Milagrosa"
- 2011: "Avenger"